# مرتضى علي محمدوف
مرتضى علي محمد محمدوف الداغستاني الشافعي، عالم دين سني. أول شخص حصل على درجة دكتوراه في الشريعة، في البلدان الاتحاد السوفيتي السابق. ويعتبر من كبار علماء المسلمين في روسيا والعالم الغربي بشكل عام، وله نشاط ملحوظ وشعبية كبيرة في جمهورية داغستان خاصة وروسيا عامة باعتباره عالما فريدا بمستواه في جميع أرجاء روسيا. كتب وحقق العديد من المؤلفات الإسلامية.

## مولده
ولد في قرية تيليتل بجمهورية داغستان عام 1972م، في أسرة مسلمة ملتزمة بالأحكام الدينية، والده وإن كان رجلاً عاميًّا فهو ملتزم بالدين، مُحبٌّ للعلم وأهله.

## دراسته
تعلم قراءة القرآن الكريم عندما كان عمره قرابة سبع سنوات على والدته فاطمة، فقرأ عليها نصف القرآن تقريباً، ثم قرأ التجويد على الشيخ محمد مِرْزَا.
تخرج من المدرسة الإعدادية سنة 1987 م بمعدل امتياز، وكان الأول، وحصل على الشهادة الثانوية العامة سنة 1989 م بمعدل جيد جداً.
ثم لحق بكلية الإمام شامل الداغستاني الغيمراوي بمدينة كيزيليورت، ودرس هناك النحو والصرف ومبادئ اللغة العربية.
ثم لحق بمعهد التأهيل الشرعي بمجمع أبي النور الإسلامي ( مجمع الشيخ أحمد كفتارو ) بدمشق عام 1991م، وتخرج منه بعد سنتين بمعدل ممتاز، وكان الأول على الطلاب.
ثم لحق بكلية الدعوة الإسلامية  مجمع الشيخ أحمد كفتارو، وتخرج منها سنة 1997 م بمعدل جيد.
ثم لحق بكلية الشريعة والقانون بجامعة أم درمان الإسلامية قسم الدراسات العليا في جمهورية السودان ( فرع دمشق )، قسم الفقه المقارن، وتخرج منها سنة 1998 م بمعدل ممتاز، وكان الأول من بين خريجي هذه السنة من جميع أقسام الكلية.
ثم لحق بقسم أصول الفقه من نفس الكلية، فأكمل سنة التمهيدي للماجستير، وتخرج منه سنة 1999م بمعدل ممتاز، وكان الأول من بين جميع خريجي هذه السنة من جميع أقسام الكلية.

## شيوخه

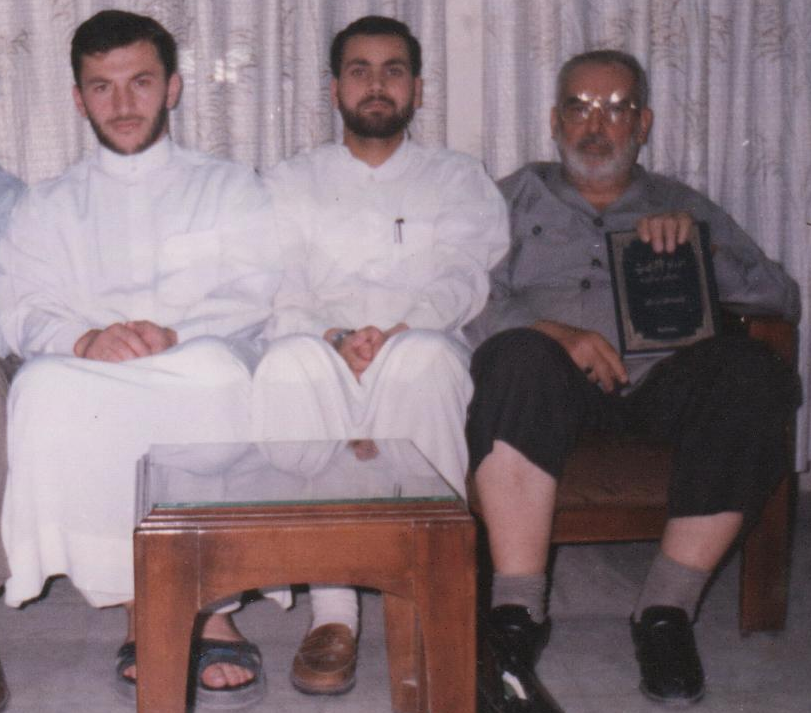
الشيخ مرتضى علي (على اليسار) مع الشيخ مصطفى الخن في بيته بدمشق

- الدكتور مصطفى البغا
- الدكتور مصطفى الخن

## نشاطه الدعوي

### في المساجد
- خطيب في جامع بمدينة كيزيليورت بداغستان في روسيا الاتحادية.

### في المدارس والجامعات
وقد أكرَمه الله بتدريس الفقه والأصول والحديث والمصطلح والعقيدة بعدة معاهد شرعية، أهمها:
- 1 – كلية الإمام الشاميل بمدينة كِيزِلْيُورْتْ في داغستان.
- 2 – كلية الإمام الشافعي بمدينة مَحَجْ قَلعَة عاصمة داغستان.
- 3 – حرم جامع أبي النور الإسلامي بدمشق (درس خاص للطلاب العرب والأجانب).
- 4 – حرم جامع الرفاعي بدمشق (درس خاص للطلاب الأجانب).

### الكتب التي درسها
- 1 – البدر الطالع للجلال المحلي، ست مرات (أربع مرات باللغة العربية، ومرتين باللغة الداغستانية ).
- 2 – تحفة المحتاج ( ربع العبادات ) لابن حجر الهيتمي: مرتين ( مرة بالعربية، ومرة بالداغستانية ).
- 3 – صحيح البخاري : مرتين ( مرة بالعربية، ومرة بالداغستانية ).
- 4 – شرح النخبة لابن حجر العسقلاني : مرتين ( مرة بالعربية، ومرة بالداغستانية ).
- 5 – إرشاد الطلاب للنووي : ثلاث مرات ( مرة بالعربية، ومرتين بالداغستانية ).
- 6 – لب الأصول لشيخ الإسلام زكريا الأنصاري : مرة واحدة باللغة الداغستانية.
- 7 – منهاج الطلاب للنووي : مرتين ( مرة بالعربية، ومرة بالداغستانية ).
- 8 – رسالة إلى أهل الثغر للشيخ أبي الحسن الأشعري : خمس مرات ( مرتين بالعربية، وثلاث مرات بالداغستانية ).
- 9 – جامع أبي عيسى الترمذي : مرتَين: مرة واحدة باللغة العربية، ومرة باللغة الداغستانية.

## المؤلفات
قد أكرمه الله بإثراء المكتبة الإسلامية بعدة كتب شرعية قام بتحقيق وشرحِ أكثرها وتأليفِ بعضها الآخر، وهي على الترتيب الزماني :
- 1 – «النجوم اللوامع في إبراز دقائق شرح جمع الجوامع» لشيخ الإسلام زكريا الأنصاري ( 926 هـ )، قام بتحقيق وشرح القسم الثاني منه : من بداية كتاب السنة إلى آخر الكتابِ، وقام بتحقيق القسم الأول منه زميله عبد الحفيظ الجزائري، والكتاب طبع في دار الرشد بالسعودية.
- 2 – «لبُّ الأصول» لشيخ الإسلام زكريا الأنصاري ( 926 هـ ) : شرح وتحقيق.
- 3 - «البدر الطالع في حل جمع الجوامع» لجلال الدين المحلي (864 هـ) : شرح وتحقيق، طبع بمؤسسة الرسالة ناشرون في دمشق.
- 4 – "الأجوبة الرضية عن الأسئلة العمرية" ( الفتاوى المعاصرة ) : تأليف، طبع بدار المشرق للكتاب في دمشق.
- 5 – «أصول السنة» لإمام أهل السنة أحمد بن حنبل : شرح وتحقيق، طبع بدار المشرق في دمشق.
- 6 – «المدخل إلى أصول الإمام الشافعي» ( أو «القواعد الأصولية في تحفة المحتاج لابن حجر الهيتمي»: تأليف، أصله رسالة الدكتوراة، طبع بدار السلام في داغستان، ودار المشرق بدمشق.
- 7 - «رسالة إلى أهل الثغْر في أصول أهل السنة والجماعة» للإمام أبي الحسن الأشعري : شرح وتحقيق، طُبع بدار السلام في داغستان، وكيل النشر والتوزيع بدمشق دار المشرق للكتاب.
- 8 – «تحفة المحتاج بشرح المنهاج» لابن حجر الهيتمي ( 974 هـ ) : شرح وتحقيق، وصل فيه إلى «كتاب صلاة الجماعة».

## الإجازات
وقد منحه الله بإجازات علمية من العلماء الأفاضل في الفقه وأصوله، والحديث وعلومه، وهي :
- 1 – الإجازة في الفقه والأصول والقواعد الفقهية والأصولية من شيخنا العلامة الأستاذ الدكتور مصطفى ديب البغا.
- 2– الإجازة في الفقه الشافعي وأصوله من مفتي الديار المصرية الشيخ علي جمعة بالأسانيد المتصلة.
- 3– الإجازة في الفقه الشافعي وأصلوه من الشيخ عبد الرزاق جنكو بالأسانيد المتصلة.
- 4- الإجازة في الحديث وعلومه من الشيخ محمد علوي المكي الحسني.
- 5– الإجازة في كتبه وكتب الشيخ عبد الله سراج الدين من أستاذنا الدكتور نور الدين عتر.
- 6– الإجازة لسنن أبي داود من الشيخ محمد عوامة.

## الشهادات
كان يحمل عدة شهادات علمية، وهي على الترتيب الزماني :
- 1 – شهادة الإعدادية العامة، معدل : ممتاز.
- 2– شهادة الثانوية العامة، معدل : ممتاز.
- 3– شهادة النجاح في معهد التأهيلي الشرعي من مجمع الشيخ أحمد كفتارو (تعادل الثانوية الشرعية)، معدل : ممتاز.
- 4– الليسانس في اللغة العربية والدراسات الإسلامية من كلية الدعوة الإسلامية في ليبيا فرع دمشق، معدل : جيد.
- 5– الدبلوم العالي في الفقه المقارن من كلية الشريعة والقانون في جامعة أم درمان الإسلامية بجمهورية السودان، معدل : ممتاز.
- 6– الماجستير في الشريعة والقانون من كلية الشريعة والقانون في جامعة أم درمان الإسلامية بجمهورية السودان، تخصص : أصول الفقه، معدل : ممتاز.
- 7– الدكتوراة في الشريعة والقانون من كلية الشريعة والقانون في جامعة أم درمان الإسلامية بجمهورية السودان، تخصص : أصول الفقه، معدل : ممتاز.

## أسرته
الشيخ متزوج وله زوجتان، ورزق منهما خمسة أولاد.

## وفاته
في ليلة الجمعة الثالث من شهر أكتوبر عام 2009، أثناء رجوعه إلى المنزل من عاصمة داغستان محج قلعة بسيارته، اعترضته سيارة سوداء وخرج منها مقنعون، وأطلقوا عليه النار من رشاشات أوتوماتيكية، فتوفي الشيخ في المكان متأثرا بجروحه. وقد أخبرنا من حضر غسله أنهم ماستطاعوا إيقاف دمائه وأنهم تركوه حتى صباح اليوم التالي وظلت دماؤه تنزف حتى الصباح، ثم هدأت قليلا، وأن جسمه في اليوم التالي أيضا كان مرتخياً ولم يتجمد. فهذه والله أعلم من علامات الشهادة. نسأل الله العلي العظيم أن يرحم الشيخ أبا الفداء مرتضى وأن يتقبله في عداد الشهداء، وأن ينتقم له وأن يخلفنا خيرا منه.

## قصيدة في رثائه
بقلم: طالب داغستاني- غازي محمد بن فخر الدين

## 
كتب هذه الترجمة شامل محمدوف الداغستاني